# المركب الديني الثقافي الإداري (سلا)
المركب الديني الثقافي الإداري بمدينة سلا، هو مؤسسة دينية حكومية تابعة لوزارة الأوقاف والشؤون الإسلامية. تقع في مقاطعة تابريكت بمدينة سلا.

## الوصف
تم تدشين هذا المركب من طرف الملك محمد السادس عام 2013، بميزانية 56 مليون درهم مغربي، على أساس يإتمامه خلال مدة 24 شهرا، وقد تم تشييده على مساحة 8700 متر مربع، 6750 منها مغطاة، ويتكون المركب من جناحين، جناح خاص بمقرات المجلس العلمي المحلي، والمندوبية الإقليمية للشؤون الإسلامية ونظارة الأوقاف، أما الجناح التاني، فهو جناح ثقافي يضم قاعة للمحاضرات مجهزةب 300 كرسي، ومكتبة وقاعة للمطالعة وقاعة شرفية وقاعة للمعلوميات.

## الأهداف
الهدف من تأسيس هاد المركب هو إعطاء الإشعاع الديني والثقافي، وتوفير مكان جيد لعلماء الدين من أجل العمل على ترسيخ مبادئ الدين والوطنية والمصلحة العامة، وتنظيم التظاهرات الدينية.

## قيل عنه
- أحمد التوفيق، وزيرة الأوقاف والشؤون الإسلامية 